# Parostki
Parostki – poroże kozła sarny, które zrzuca co roku pod koniec października bądź początkiem listopada.
W pierwszym roku życia kozła pojawiają się na możdżeniach tzw. guziki czyli słabo uwydatnione zgrubienia kostne, odpadają one w zimie. Pierwsze właściwe parostki wyrastają w kształcie tyk, które czasem są na końcu rozwidlone; ich długość wynosi ok. 10 cm. Po zrzuceniu ich w jesieni rozpoczyna się proces budowy nowego poroża, rośnie ono około 20 tygodni okryte scypułem. Po ukończeniu wzrostu bogato unaczyniona tkanka scypułu obumiera i jest ścierana przez kozła. Zwierzę pozbywa się jej uderzając i pocierając o pnie i gałęzie lub ryjąc parostkami w ziemi.
W pełni wykształcone parostki rzadko przekraczają 30 cm długości i posiadają trzy odnogi, czasem zdarzają się cztery lub pięć odnóg. U podstawy, tuż nad możdżeniem znajduje się pierścień kostny zwany różą, a na prawie całej długości parostka uperlenie czyli różnej wielkości  drobne wyrostki kostne. Stare kozły zaczynają wykształcać coraz słabsze poroże. 
Niekiedy kozioł nie wykształca parostków lecz nieregularną gąbczasta masę wytworzoną wskutek uszkodzenia scypułu lub zaburzeń hormonalnych. Takie zwierzę nazywane jest przez myśliwych perukarzem.